# Xylobium cylindrobulbon
Xylobium cylindrobulbon là một loài thực vật có hoa trong họ Lan. Loài này được (Regel) Schltr. miêu tả khoa học đầu tiên năm 1918.